# Swintonia sarawakana
Swintonia sarawakana är en sumakväxtart som beskrevs av K.M. Kochummen. Swintonia sarawakana ingår i släktet Swintonia och familjen sumakväxter. Inga underarter finns listade i Catalogue of Life.